# Nora Mahiout
Nora Mahiout est une femme politique algérienne, née en Algérie dans la wilaya d'Alger.

## Biographie
Nora Mahiout est née en 1959 dans la wilaya d'Alger,.

## Parcours politique
Nora Mahiout a adhéré au Front des forces socialistes (FFS) dans sa jeunesse,.
Lors des Élections législatives algériennes de 2012, Nora Mahiout a été élue comme députée du FFS à l'Assemblée populaire nationale (APN) pour la wilaya d'Alger.
Elle a assumé le poste de Secrétaire nationale chargée de la promotion de la femme au FFS sous la présidence du premier secrétaire national Ali Laskri.
En 2016, Nora Mahiout faisait partie du secrétariat national du FFS sous la direction du Premier secrétaire national Abdelmalek Bouchafa.
Elle a assumé le poste de Secrétaire nationale chargée des affaires juridiques au FFS.
Elle a assisté dans le cadre de délégations du FFS à des activités liées aux droits de l'homme en Algérie, en collaboration avec les responsables des fédérations de wilayas, les militants et des avocats du parti,.
Nora Mahiout a animé plusieurs activités de formation des militants du FFS dans les différentes sections communales.
Elle a plusieurs fois débattu dans des ateliers de formation dédié aux femmes sur leur apport à la société et son engagement en politique.

### Vidéo
- [vidéo] « Table ronde du FFS sur le développement local », sur YouTube.